# Neolissochilus compressus
Neolissochilus compressus är en fiskart som först beskrevs av Day, 1870.  Neolissochilus compressus ingår i släktet Neolissochilus och familjen karpfiskar. Inga underarter finns listade i Catalogue of Life.